# Breva Rosa
Breva Rosa es un cultivar de higuera de tipo higo común Ficus carica, bífera (con dos cosechas por temporada, las brevas en primavera-verano, y los higos de verano-otoño), de higos de epidermis con color de fondo verdoso rosado con sobre color amarillo verdoso en mancha irregular en el cuello en la zona de junta al pedúnculo, lenticelas medianas a grandes escasas de color rosado. Se cultiva principalmente  en Galicia donde es muy popular por su dulzor, y por ser extraordinariamente productivo,  extendido en huertos y jardines privados.

## Sinonimia
- „Breva Pinga de Ouro“,[5][6][7][8]

## Historia
Nuestra higuera Ficus carica, procede de Oriente Medio y sus frutos formaron parte de la dieta de nuestros más lejanos antepasados. Se cree que fueron fenicios y griegos los que difundieron su cultivo por toda la cuenca del mar Mediterráneo. Es un árbol muy resistente a la sequía, muy poco exigente en suelos y en labores en general.
Los higos secos son muy apreciados desde antiguo por sus propiedades energéticas, además de ser muy agradables al paladar por su sabor dulce y por su alto contenido en fibra; son muy digestivos al ser ricos en cradina, sustancia que resulta ser un excelente tónico para personas que realizan esfuerzos físicos e intelectuales.
España se ha consolidado en los últimos años como el mayor productor de higos de la Unión Europea y el noveno a nivel mundial, según los datos de "FAOSTAT" (Estadísticas de la FAO) del 2012 que recoge un reciente estudio elaborado por investigadores del « “Centro de Investigación Finca La Orden- Valdesequera” ».
Las higueras, se encuentran presentes en muchos países del mundo, y en Galicia también, con diversas variedades autóctonas.

## Características
La higuera 'Breva Rosa' es una variedad bífera de tipo higo común. Árbol de mediano desarrollo, follaje denso. 'Breva Rosa' son de producción media de brevas y prolífica muy alta de higos.
Los frutos de la variedad 'Breva Rosa' son higos oblongos con la base distal aplanada distópica sobresaliendo en un lateral y retrayendose en el lateral contrario, no simétricos; las brevas son de tamaño grande, los higos más pequeños de tamaño medio; de epidermis elástica, grietas longitudinales muy escasas gruesas; cuello del higo cilíndrico de tamaño grueso, continua con un pedúnculo grueso muy corto de color verde marrón oscuro, con escamas pedunculares grandes de color verde claro; con la epidermis de color de fondo verdoso rosado con sobre color amarillo verdoso en mancha irregular en el cuello en la zona de junta al pedúnculo, lenticelas medianas a grandes escasas de color rosado. ostiolointermedio con escamas ostiolares semi adheridas de color rojo; costillas marcadas. Con un ºBrix (grado de azúcar) de 23 de sabor muy dulce, fresco, delicioso, con firmeza media y resistente, con cavidad interna pequeña a mediana, con la carne-receptáculo de color blanco, con color de la pulpa rojo suave, con numerosos aquenios, medianos. De una calidad buena en su valoración organoléptica, son de un inicio de maduración las brevas en junio, y los higos desde mediados de julio hasta principios de septiembre, extraordinariamente productivo, los higos se desprenden fácilmente.

## Cultivo y usos
'Breva Rosa', es una variedad de higo que además de su uso en alimentación humana en fresco, se utilizan en guisos, mermeladas, y tartas. También se ha cultivado en Galicia tradicionalmente para alimentación del ganado porcino.